# Internationales Stabhochsprungmeeting der Frauen in Beckum
Das internationale Stabhochsprungmeeting der Frauen in Beckum, Deutschland, ist eine seit 1999 jährlich stattfindende Leichtathletikveranstaltung. Der Wettbewerb findet als Freiluftveranstaltung im Jahnstadion statt und wird durch den TV Beckum in Kooperation mit der Stadt Beckum ausgerichtet. Seit 2023 ist das Hochsprungevent Bestandteil der „Continental Tour“ des Leichtathletik Weltverbands World Athletics.
Der Stadionrekord, übersprungen von der Kubanerin Yarisley Silva am 2. August 2015, liegt bei 4,91 m (Stand 2023).

## Hauptspringen

### 1. Meeting 1999
Datum: 11.08.1999
| Platz | Athletin          | Land | Verein                         | Höhe (m) |
| ----- | ----------------- | ---- | ------------------------------ | -------- |
| 1     | Elmarie Gerryts   | ZAF  |                                | 4,31     |
| 2     | Monique de Wilt   | NED  |                                | 4,21     |
| 3     | Nicole Humbert    | GER  | ASV Landau                     | 4,21     |
| 4     | Sabine Schulte    | GER  | LG Bonn/Troisdorf/Niederkassel | 4,21     |
| 5     | Christine Adams   | GER  | TSV Bayer Leverkusen           | 4,01     |
| 6     | Monika Götz       | GER  | LAC Quelle Fürth/München       | 4,01     |
| 7     | Daniela Köpernick | GER  | ASV Landau                     | 3,71     |

### 2. Meeting 2000
Datum: 25.08.2000
| Platz | Athletin         | Land | Verein                         | Höhe (m) |
| ----- | ---------------- | ---- | ------------------------------ | -------- |
| 1     | Alejandra García | ARG  |                                | 4,32     |
| 2     | Monika Götz      | GER  | LAC Quelle Fürth/München       | 4,27     |
| 3     | Nicole Humbert   | GER  | ASV Landau                     | 4,22     |
| 4     | Sabine Schulte   | GER  | LG Bonn/Troisdorf/Niederkassel | 4,22     |
| 5     | Carolin Ammel    | FRA  |                                | 4,22     |
| 6     | Annika Becker    | GER  | LG Alheimer Rothenburg/Bebra   | 4,17     |
| 7     | Floé Kühnert     | GER  | TSV Bayer Leverkusen           | 4,12     |
| 8     | Monique de Wilt  | NED  |                                | 4,02     |
| -     | Elmarie Gerryts  | ZAF  |                                | o.g.V.   |

### 3. Meeting 2001
Datum: 25.08.2001
| Platz | Athletin          | Land | Verein                       | Höhe (m) |
| ----- | ----------------- | ---- | ---------------------------- | -------- |
| 1     | Annika Becker     | GER  | LG Alheimer Rothenburg/Bebra | 4,43     |
| 2     | Yvonne Buschbaum  | GER  | LG VfB Kickers Offenbach     | 4,43     |
| 3     | Monika Pyrek      | POL  |                              | 4,23     |
| 4     | Christine Adams   | GER  | TSV Bayer Leverkusen         | 4,23     |
| 5     | Monique de Wilt   | NED  |                              | 3,93     |
| 6     | Petra Pechstein   | SUI  |                              | 3,93     |
| -     | Floé Kühnert      | GER  | TSV Bayer Leverkusen         | o.g.V.   |
| -     | Silke Spiegelburg | GER  | TV Lengerich                 | o.g.V.   |

### 4. Meeting 2002
Datum: 25.08.2002
| Platz | Athletin           | Land | Verein                         | Höhe (m) |
| ----- | ------------------ | ---- | ------------------------------ | -------- |
| 1     | Annika Becker      | GER  | LG Alheimer Rothenburg/Bebra   | 4,54     |
| 2     | Sandra van de Geer | NED  |                                | 4,34     |
| 3     | Christine Adams    | GER  | TSV Bayer Leverkusen           | 4,29     |
| 4     | Carolin Hingst     | GER  | USC Mainz                      | 4,24     |
| 5     | Monique de Wilt    | NED  |                                | 4,19     |
| 6     | Mary Sauer         | USA  |                                | 4,09     |
| 7     | Sabine Schulte     | GER  | LG Bonn/Troisdorf/Niederkassel | 4,04     |
| 8     | Nadine Sonnabend   | GER  | SC Potsdam                     | 4,04     |
| 9     | Floé Kühnert       | GER  | TSV Bayer Leverkusen           | 4,04     |

### 5. Meeting 2003
Datum: 27.07.2003
| Platz | Athletin               | Land | Verein               | Höhe (m) |
| ----- | ---------------------- | ---- | -------------------- | -------- |
| 1     | Annika Becker          | GER  | Team Erfurt          | 4,55     |
| 2     | Yvonne Buschbaum       | GER  | VfB Stuttgart        | 4,45     |
| 3     | Monika Pyrek           | POL  |                      | 4,35     |
| 4     | Carolin Hingst         | GER  | USC Mainz            | 4,25     |
| 5     | Christine Adams        | GER  | TSV Bayer Leverkusen | 4,25     |
| 6     | Nadine Rohr            | SUI  |                      | 4,15     |
| 7     | Carolina Maurer-Torres | CHI  |                      | 3,90     |
| -     | Kirsten Belin          | SWE  |                      | o.g.V.   |
| -     | Petra Pechstein        | SUI  |                      | o.g.V.   |
| -     | Sandra van de Geer     | NED  |                      | o.g.V.   |

### 6. Meeting 2004
Datum: 01.08.2004
| Platz | Athletin               | Land | Verein                         | Höhe (m) |
| ----- | ---------------------- | ---- | ------------------------------ | -------- |
| 1     | Carolin Hingst         | GER  | USC Mainz                      | 4,61     |
| 2     | Silke Spiegelburg      | GER  | TV Lengerich                   | 4,41     |
| 3     | Floè Kühnert           | GER  | TSV Bayer Leverkusen           | 4,31     |
| 4     | Lindsay Taylor         | USA  |                                | 4,31     |
| 5     | Monique de Wilt        | NED  |                                | 4,11     |
| 6     | Linda Persson          | SWE  |                                | 4,11     |
| 7     | Mary Sauer             | USA  |                                | 4,11     |
| 8     | Lisa Ryzih             | GER  | LAZ Zweibrücken                | 4,11     |
| 9     | Nadine Rohr            | SUI  |                                | 4,01     |
| 9     | Simone Langhirt        | GER  | LAC Quelle/Fürth/München       | 4,01     |
| 11    | Sabine Schulte         | GER  | LG Bonn/Troisdorf/Niederkassel | 3,81     |
| 12    | Carolina Maurer-Torres | CHI  |                                | 3,81     |
| -     | Sandra vande Geer      | NED  |                                | o.g.V.   |

### 7. Meeting 2005
Datum: 21.08.2005
| Platz | Athletin           | Land | Verein                    | Höhe (m) |
| ----- | ------------------ | ---- | ------------------------- | -------- |
| 1     | Anna Rogowska      | POL  |                           | 4,82     |
| 2     | Tatjana Polnova    | RUS  |                           | 4,52     |
| 3     | Silke Spiegelburg  | GER  | TV Lengerich              | 4,42     |
| 4     | Tracey O’Hara      | USA  |                           | 4,32     |
| 5     | Martina Strutz     | GER  | SG Dynamo Schwerin        | 4,32     |
| 6     | Anna Battke        | GER  | ASC Düsseldorf            | 4,12     |
| 7     | Fabiana Murer      | BRA  |                           | 4,12     |
| 8     | Kristina Gadschiew | GER  | LAZ Zweibrücken           | 4,02     |
| 9     | Simone Langhirt    | GER  | LAC Quelle Fürth/München  | 4,02     |
| 10    | Sabine Schulte     | GER  | LG Troisdorf/Niederkassel | 4,02     |

### 8. Meeting 2006
Datum: 20.08.2006
| Platz | Athletin           | Land | Verein               | Höhe (m) |
| ----- | ------------------ | ---- | -------------------- | -------- |
| 1     | Krisztina Molnár   | HUN  |                      | 4,55     |
| 2     | Yulia Golubchikowa | RUS  |                      | 4,50     |
| 3     | Niki McEwen        | USA  |                      | 4,45     |
| 4     | Carolin Hingst     | GER  | USC Mainz            | 4,40     |
| 5     | Naroa Agirre       | ESP  |                      | 4,30     |
| 6     | Martina Strutz     | GER  | SG Dynamo Schwerin   | 4,25     |
| 7     | Róza Kasprzak      | POL  |                      | 4,25     |
| 8     | Linda Persson      | SWE  |                      | 4,25     |
| 9     | Julia Hütter       | GER  | LAZ Bruchköbel       | 4,25     |
| 10    | Floé Kühnert       | GER  | TSV Bayer Leverkusen | 4,25     |
| 11    | Hanna-Mia Persson  | SWE  |                      | 4,25     |
| 12    | Kristina Gadschiew | GER  | LAZ Zweibrücken      | 4,15     |
| 13    | Simone Langhirt    | GER  | LAZ Würzburg         | 4,00     |
| -     | Lacy Janson        | USA  |                      | o.g.V.   |
| -     | Kellie Suttle      | USA  |                      | o.g.V.   |

### 9. Meeting 2007
Datum: 09.09.2007
| Platz | Athletin            | Land | Verein                     | Höhe (m) |
| ----- | ------------------- | ---- | -------------------------- | -------- |
| 1     | Tatjana Polnova     | RUS  |                            | 4,45     |
| 2     | Yulia Golubchikowa  | RUS  |                            | 4,40     |
| 3     | Carolin Hingst      | GER  | USC Mainz                  | 4,40     |
| 4     | Kristina Gadschiew  | GER  | LAZ Zweibrücken            | 4,35     |
| 5     | Lisa Ryzih          | GER  | ABC Ludwigshafen           | 4,35     |
| 5     | Julia Hütter        | GER  | LAZ Bruchköbel             | 4,35     |
| 7     | Anna Schultze       | GER  | LG Filstal                 | 4,15     |
| 8     | Kristina Molnar     | HUN  |                            | 4,15     |
| 9     | Martina Strutz      | GER  | SG Dynamo Schwerin         | 4,15     |
| 10    | Denise von Eynatten | GER  | LG Leinfelden-Echterdingen | 4,00     |

### 10. Meeting 2008
Datum: 31.08.2008
| Platz | Athletin            | Land | Verein                     | Höhe (m) |
| ----- | ------------------- | ---- | -------------------------- | -------- |
| 1     | Monika Pyrek        | POL  |                            | 4,60     |
| 2     | Jilian Schwartz     | USA  |                            | 4,50     |
| 3     | Anastasia Reiberger | GER  | ABC Ludwigshafen           | 4,35     |
| 4     | Carolin Hingst      | GER  | USC Mainz                  | 4,35     |
| 5     | Tatjana Polnova     | RUS  |                            | 4,25     |
| 5     | Kristina Gadschiew  | GER  | LAZ Zweibrücken            | 4,25     |
| 7     | Nicole Büchler      | SUI  |                            | 4,25     |
| 8     | Denise von Eynatten | GER  | LG Leinfelden-Echterdingen | 4,25     |
| 9     | Martina Strutz      | GER  | SG Dynamo Schwerin         | 4,15     |
| 10    | Kate Dennison       | GBR  |                            | 4,05     |
| -     | Rianna Galiart      | NED  |                            | o.g.V.   |

### 11. Meeting 2009
Datum: 30.08.2009
| Platz | Athletin           | Land | Verein             | Höhe (m) |
| ----- | ------------------ | ---- | ------------------ | -------- |
| 1     | Fabiana Murer      | BRA  |                    | 4,63     |
| 2     | Kate Dennison      | GBR  |                    | 4,40     |
| 3     | Kristina Gadschiew | GER  | LAZ Zweibrücken    | 4,40     |
| 4     | Anna Battke        | GER  | USC Mainz          | 4,40     |
| 5     | Lisa Ryzih         | GER  | ABC Ludwigshafen   | 4,30     |
| 6     | Jiřina Ptáčníková  | CZE  |                    | 4,30     |
| 6     | Nicole Büchler     | SUI  |                    | 4,30     |
| 8     | Carolin Hingst     | GER  | USC Mainz          | 4,30     |
| 8     | Jillian Schwartz   | USA  | SG Dynamo Schwerin | 4,30     |
| -     | Chelsea Johnson    | USA  |                    | o.g.V.   |

### 12. Meeting 2010
Datum: 29.08.2010
| Platz | Athletin           | Land | Verein               | Höhe (m) |
| ----- | ------------------ | ---- | -------------------- | -------- |
| 1     | Silke Spiegelburg  | GER  | TSV Bayer Leverkusen | 4,60     |
| 2     | Tatjana Polnova    | RUS  |                      | 4,40     |
| 3     | Alana Boyd         | AUS  |                      | 4,30     |
| 4     | Carolin Hingst     | GER  | USC Mainz            | 4,30     |
| 5     | Lisa Ryzih         | GER  | ABC Ludwigshafen     | 4,25     |
| 6     | Becky Holliday     | USA  |                      | 4,20     |
| 7     | Melinda Owen       | USA  |                      | 4,20     |
| -     | Kristina Gadschiew | GER  | LAZ Zweibrücken      | o.g.V.   |
| -     | Julia Hütter       | GER  | LAZ Bruchköbel       | o.g.V    |

### 13. Meeting 2011
Datum: 31.07.2011
| Platz | Athletin           | Land | Verein          | Höhe (m) |
| ----- | ------------------ | ---- | --------------- | -------- |
| 1     | Martina Strutz     | GER  | ESV Hagenov     | 4,70     |
| 2     | Carolin Hingst     | GER  | USC Mainz       | 4,65     |
| 3     | Kristina Gadschiew | GER  | LAZ Zweibrücken | 4,60     |
| 4     | Becky Holliday     | USA  |                 | 4,55     |
| 5     | Alana Boyd         | AUS  |                 | 4,50     |
| 6     | Mary Saxer         | USA  |                 | 4,40     |
| 7     | Tori Pena          | IRL  |                 | 4,28     |
| 8     | Kelsie Hendry      | CAN  |                 | 4,28     |
| 9     | Minna Nikkanen     | FIN  |                 | 4,28     |
| 10    | Julia Hütter       | GER  | LAZ Bruchköbel  | 4,28     |
| 11    | Elena Scarpellini  | ITA  |                 | 4,28     |
| -     | Malin Dahlström    | SWE  |                 | o.g.V.   |

### 14. Meeting 2012
Datum: 19.08.2012
| Platz | Athletin           | Land | Verein           | Höhe (m) |
| ----- | ------------------ | ---- | ---------------- | -------- |
| 1     | Yarisley Silva     | CUB  |                  | 4,60     |
| 2     | Lisa Ryzih         | GER  | ABC Ludwigshafen | 4,44     |
| 3     | Alana Boyd         | AUS  |                  | 4,37     |
| 4     | Annika Roloff      | GER  |                  | 4,05     |
| -     | Holly Bleasdale    | GBR  |                  | o.g.V.   |
| -     | Mary Saxer         | USA  |                  | o.g.V.   |
| -     | Malin Dahlström    | SWE  |                  | o.g.V.   |
| -     | Kristina Gadschiew | GER  |                  | o.g.V.   |
| -     | Minna Nikkanen     | FIN  |                  | o.g.V.   |

### 15. Meeting 2013
Datum: 25.08.2013
| Platz | Athletin              | Land | Verein                          | Höhe (m) |
| ----- | --------------------- | ---- | ------------------------------- | -------- |
| 1     | Fabiana Murer         | BRA  |                                 | 4,75     |
| 2     | Silke Spiegelburg     | GER  | TSV Bayer Leverkusen            | 4,70     |
| 3     | Mary Saxer            | USA  |                                 | 4,50     |
| 4     | Minna Nikkanen        | FIN  |                                 | 4,43     |
| 5     | Katharina Bauer       | GBR  | TSV Bayer Leverkusen            | 4,43     |
| 6     | Marion Lotout         | FRA  |                                 | 4,43     |
| 7     | Kristina Gadschiew    | GER  | LAZ Zweibrücken                 | 4,43     |
| 8     | Annika Roloff         | GER  | MTV 49 Holzminden               | 4,34     |
| 9     | Anjuli Knäsche        | GER  | SG TSV Kronershagen / Kieler TB | 4,23     |
| 10    | Anna Katharina Schmid | SUI  |                                 | 4,10     |
| 11    | Fanny Smets           | BEL  |                                 | 4,10     |
| -     | Heather Hamilton      | CAN  |                                 | verletzt |

### 16. Meeting 2014
Datum: 24.08.2014
| Platz | Athletin        | Land | Verein                          | Höhe (m) |
| ----- | --------------- | ---- | ------------------------------- | -------- |
| 1     | Lisa Ryzih      | GER  | ABC Ludwigshafen                | 4,50     |
| 2     | Minna Nikkannen | FIN  |                                 | 4,50     |
| 3     | Roberta Bruni   | ITA  |                                 | 4,23     |
| 4     | Carolin Hingst  | GER  | TSG Ingelheim                   | 4,10     |
| 5     | Chloe Henry     | BEL  |                                 | 4,10     |
| 6     | Gina Reuland    | LUX  |                                 | 4,10     |
| 7     | Anjuli Knäsche  | GER  | SG TSV Kronershagen / Kieler TB | 4,10     |
| 8     | Femke Pluim     | NED  |                                 | 4,10     |
| 9     | Anna Felzmann   | GER  | LAZ Zweibrücken                 | 3,90     |
| 10    | Annika Roloff   | GER  | MTV 49 Holzminden               | 3,90     |
| -     | Katharina Bauer | GER  | TSV Bayer Leverkusen            | verletzt |

### 17. Meeting 2015
Datum: 02.08.2015
| Platz | Athletin        | Land | Verein               | Höhe (m) |
| ----- | --------------- | ---- | -------------------- | -------- |
| 1     | Yarisley Silva  | CUB  |                      | 4,91     |
| 2     | Lisa Ryzih      | GER  | ABC Ludwigshafen     | 4,65     |
| 3     | Katharina Bauer | GER  | TSV Bayer Leverkusen | 4,65     |
| 4     | Marion Lotout   | FRA  |                      | 4,50     |
| 5     | Martina Strutz  | GER  | Schweriner SC        | 4,44     |
| 6     | Annika Roloff   | GER  | MTV 49 Holzminden    | 4,26     |
| 7     | Mélanie Blouin  | CAN  |                      | 4,26     |
| 8     | Malin Dahlström | SWE  |                      | 4,26     |
| 9     | Femke Pluim     | NED  |                      | 4,26     |
| 10    | Nina Kennedy    | AUS  |                      | 4,26     |
| 11    | Chloe Henry     | BEL  |                      | 4,13     |
| -     | Nicole Büchler  | SUI  |                      | o.g.V.   |

### 18. Meeting 2016
Datum: 28.08.2016
| Platz | Athletin          | Land | Verein                        | Höhe (m) |
| ----- | ----------------- | ---- | ----------------------------- | -------- |
| 1     | Lisa Ryzih        | GER  | ABC Ludwigshafen              | 4,55     |
| 2     | Maryna Kylypko    | UKR  |                               | 4,50     |
| 3     | Martina Strutz    | GER  | Schweriner SC                 | 4,43     |
| 4     | Annika Roloff     | GER  | MTV 49 Holzminden             | 4,43     |
| 5     | Angelica Moser    | SUI  |                               | 4,34     |
| 6     | Jiřina Ptačníková | CZE  |                               | 4,34     |
| 7     | Wilma Murto       | FIN  |                               | 4,34     |
| 8     | Anjuli Knäsche    | GER  | SG TSV Kronshagen / Kieler TB | 4,23     |
| 9     | Regine Kramer     | GER  | TSV Bayer Leverkusen          | 4,10     |
| -     | Minna Nikkanen    | FIN  |                               | o.g.V.   |

### 19. Meeting 2017
Datum: 27.08.2017
| Platz | Athletin          | Land | Verein               | Höhe (m) |
| ----- | ----------------- | ---- | -------------------- | -------- |
| 1     | Sandi Morris      | USA  |                      | 4,80     |
| 2     | Alysha Newman     | CAN  |                      | 4,75     |
| 3     | Yarisley Silva    | CUB  |                      | 4,70     |
| 4     | Holly Bradshaw    | GBR  |                      | 4,70     |
| 5     | Jiřina Ptačníková | CZE  |                      | 4,50     |
| 6     | Romana Maláčová   | CZE  |                      | 4,43     |
| 7     | Katharina Bauer   | GER  |                      | 4,34     |
| 8     | Martina Schulze   | GER  | VfL Sindelfingen     | 4,23     |
| 8     | Silke Spiegelburg | GER  | TSV Bayer Leverkusen | 4,23     |
| 10    | Fanny Smets       | BEL  |                      | 4,23     |
| -     | Regine Kramer     | GER  | TSV Bayer Leverkusen | o.g.V.   |

### 20. Meeting 2018
Datum: 25.08.2018
| Platz | Athletin              | Land | Verein               | Höhe (m) |
| ----- | --------------------- | ---- | -------------------- | -------- |
| 1     | Katie Nageotte        | USA  |                      | 4,80     |
| 2     | Ninon Guillon-Romarin | FRA  |                      | 4,70     |
| 3     | Sandy Morris          | USA  |                      | 4,70     |
| 4     | Holly Bradshaw        | GBR  |                      | 4,60     |
| 5     | Robeilys Peinado      | VEN  |                      | 4,34     |
| 6     | Yarisley Silva        | CUB  |                      | 4,18     |
| 6     | Iryna Zhuk            | BLR  |                      | 4,18     |
| 8     | Katharina Bauer       | GER  | TSV Bayer Leverkusen | 4,18     |
| 8     | Stefanie Dauber       | GER  | SSV Ulm              | 4,18     |
| -     | Sonia Malavisi        | ITA  |                      | o.g.V.   |

### 21. Meeting 2019
Datum: 08.09.2019
| Platz | Athletin              | Land | Verein               | Höhe (m) |
| ----- | --------------------- | ---- | -------------------- | -------- |
| 1     | Jennifer Suhr         | USA  |                      | 4,75     |
| 2     | Ninon Guillon-Romarin | FRA  |                      | 4,70     |
| 3     | Tina Šutej            | SVN  |                      | 4,70     |
| 4     | Michaela Meijer       | SWE  |                      | 4,70     |
| 5     | Xu Huiqin             | CHN  |                      | 4,65     |
| 6     | Fanny Smets           | BEL  |                      | 4,26     |
| 6     | Marion Lotout         | FRA  |                      | 4,26     |
| 6     | Stefanie Dauber       | GER  | SSV Ulm              | 4,26     |
| 9     | Katharina Bauer       | GER  | TSV Bayer Leverkusen | 4,18     |
| -     | Martina Strutz        | GER  | SV Medizin Schwerin  | o.g.V.   |
| -     | Liz Parnov            | AUS  |                      | o.g.V.   |
| -     | Alysha Newman         | CAN  |                      | o.g.V.   |

### 22. Meeting 2022
Datum: 11.09.2022
| Platz | Athletin              | Land | Verein            | Höhe (m) |
| ----- | --------------------- | ---- | ----------------- | -------- |
| 1     | Wilma Murto           | FIN  |                   | 4,60     |
| 2     | Maryna Kylypko        | UKR  |                   | 4,40     |
| 3     | Michaela Meijer       | SWE  |                   | 4,35     |
| 4     | Janna Ohrt            | GER  | MTSV Hohenwestedt | 4,30     |
| 5     | Anna Beger            | GER  | VfL Gladbeck      | 4,10     |
| 6     | Ella Buchner          | GER  | SC Potsdam        | 4,00     |
| 6     | Fleur Hooyberghs      | BEL  |                   | 4,00     |
| -     | Leni Freyja Wildgrube | GER  | SC Potsdam        | o.g.V.   |

### 23. Meeting 2023
Datum: 10.09.2023
| Platz | Athletin            | Land | Verein               | Höhe (m) |
| ----- | ------------------- | ---- | -------------------- | -------- |
| 1     | Molly Caudery       | GBR  |                      | 4,70     |
| 2     | Amálie Švábíková    | CZE  |                      | 4,54     |
| 2     | Olivia McTaggart    | NZL  |                      | 4,54     |
| 4     | Imogen Ayris        | NZL  |                      | 4,54     |
| 5     | Michaela Meijer     | SWE  |                      | 4,48     |
| 6     | Holly Bradshaw      | GBR  |                      | 4,48     |
| 7     | Elina Lampela       | FIN  |                      | 4,36     |
| 8     | Marie-Julie Bonnin  | FRA  |                      | 4,36     |
| 9     | Yana Hladiychuk     | UKR  |                      | 4,28     |
| 10    | Elien Vekemans      | BEL  |                      | 4,28     |
| 11    | Sanne Rombouts      | NED  |                      | 4,20     |
| 12    | Caroline Bonde Holm | DEN  |                      | 4,10     |
| 13    | Annika Roloff       | GER  | MTV 49 Holzminden    | 3,90     |
| 14    | Katharina Bauer     | GER  | TSV Bayer Leverkusen | 3,90     |
| -     | Margot Chevrier     | FRA  |                      | o.g.V.   |

### 24. Meeting 2024
Datum: 08.09.2024
| Platz | Athletin                | Land | Verein           | Höhe (m) |
| ----- | ----------------------- | ---- | ---------------- | -------- |
| 1     | Holly Bradshaw          | GBR  |                  | 4,60     |
| 2     | Imogen Ayris            | NZL  |                  | 4,46     |
| 3     | Elien Vekemans          | BEL  |                  | 4,32     |
| 4     | Katerina Stefanidi      | GRE  |                  | 4,23     |
| 5     | Yana Hladichuk          | UKR  |                  | 4,23     |
| 6     | Friedelinde Petershofen | GER  | SV Werder Bremen | 4,12     |
| 7     | Kitty Friele Faye       | NOR  |                  | 4,12     |
| 8     | Clara Rentz             | GER  | LT DSHS Köln     | 4,12     |
| 9     | Marijke Wijnmaalen      | NED  |                  | 3,88     |
| 10    | Embla Matilde Njerve    | NOR  |                  | 3,88     |

### 25. Meeting 2025
Datum: 17.08.2025
| Platz | Athletin                | Land | Verein           | Höhe (m) |
| ----- | ----------------------- | ---- | ---------------- | -------- |
| 1     | Molly Caudery           | GBR  |                  | 4,80     |
| 2     | Imogen Ayris            | NZL  |                  | 4,60     |
| 3     | Olivia McTaggart        | NZL  |                  | 4,60     |
| 4     | Juliana de Menis Campos | BRA  |                  | 4,60     |
| 5     | Elina Lampela           | FIN  |                  | 4,50     |
| 6     | Lea Bachmann            | SUI  |                  | 4,50     |
| 7     | Kitty Friele Faye       | NOR  |                  | 4,40     |
| 8     | Sydney Horn             | USA  |                  | 4,40     |
| 9     | Maryna Kylypko          | UKR  |                  | 4,30     |
| 10    | Ariadni Adamopoulou     | GRE  |                  | 4,30     |
| 11    | Friedelinde Petershofen | GER  | SV Werder Bremen | 4,15     |
| -     | Kajsa Roth              | SWE  |                  | o.g.V.   |

## Nachwuchsspringen
Seit 2004 wird vor dem Hauptspringen ein Nachwuchsspringen veranstaltet.

### 1. Nachwuchsspringen 2002
| Platz | Athletin       | Land | Verein               | Höhe (m) |
| ----- | -------------- | ---- | -------------------- | -------- |
| 1     | Kim Kühnert    | GER  | TSV Bayer Leverkusen | 3,71     |
| 2     | Nicole Weindel | GER  | ASV Landau           | 3,11     |

### 2. Nachwuchsspringen 2003
| Platz | Athletin       | Land | Verein                  | Höhe (m) |
| ----- | -------------- | ---- | ----------------------- | -------- |
| 1     | Kim Kühnert    | GER  | TSV Bayer Leverkusen    | 3,66     |
| 2     | Stefanie Haug  | GER  | Salamander Kornwestheim | 3,56     |
| 2     | Kathrin Hasler | GER  | LG Weissacher Tal       | 3,56     |

### 3. Nachwuchsspringen 2004
| Platz | Athletin                 | Land | Verein            | Höhe (m) |
| ----- | ------------------------ | ---- | ----------------- | -------- |
| 1     | Michaela Ruth Heitkötter | BRA  |                   | 3,97     |
| 2     | Christine Frisch         | GER  | LG Donau-Ries     | 3,87     |
| 3     | Kathrin Hasler           | GER  | LG Weissacher Tal | 3,67     |
| 4     | Klaudia Rokossa          | GER  | LG Ratio Münster  | 3,57     |
| 5     | Christina Michel         | GER  | USC Mainz         | 3,57     |
| 6     | Nicole Weindel           | GER  | ASV Landau        | 3,57     |

### 4. Nachwuchsspringen 2005
| Platz | Athletin        | Land | Verein           | Höhe (m) |
| ----- | --------------- | ---- | ---------------- | -------- |
| 1     | Nina Kausemann  | GER  | LG Wipperfürth   | 3,73     |
| 2     | Klaudia Rokossa | GER  | LG Ratio Münster | 3,68     |
| 3     | Natasha Benner  | GER  | LAZ Zweibrücken  | 3,63     |

### 5. Nachwuchsspringen 2006
| Platz | Athletin        | Land | Verein                   | Höhe (m) |
| ----- | --------------- | ---- | ------------------------ | -------- |
| 1     | Marie Bode      | GER  | SSC Bad Sooden Allendorf | 3,85     |
| 2     | Ines Kappe      | GER  | LG Warstein-Rüthen-Soest | 3,75     |
| 3     | Stefanie Dauber | GER  | Wiesbadener LV           | 3,60     |

### 6. Nachwuchsspringen 2007
| Platz | Athletin              | Land | Verein                     | Höhe (m) |
| ----- | --------------------- | ---- | -------------------------- | -------- |
| 1     | Natasha Benner        | GER  | LAZ Zweibrücken            | 4,06     |
| 2     | Martina Schulze       | GER  | LG Filstal                 | 3,86     |
| 3     | Karin Gerhäusser      | GER  | LG Neckar-Enz              | 3,76     |
| 4     | Caroline Günther      | GER  | LAZ Zweibrücken            | 3,66     |
| 5     | Michaela Donie        | GER  | LAZ Zweibrücken            | 3,51     |
| 5     | Viktoria von Eynatten | GER  | LG Leinfelden-Echterdingen | 3,51     |
| 5     | Ines Kappe            | GER  | LG Warstein-Rüthen-Soest   | 3,51     |

### 7. Nachwuchsspringen 2008
| Platz | Athletin              | Land | Verein                     | Höhe (m) |
| ----- | --------------------- | ---- | -------------------------- | -------- |
| 1     | Natasha Benner        | GER  | LAZ Zweibrücken            | 4,22     |
| 2     | Christina Michel      | GER  | USC Mainz                  | 4,12     |
| 3     | Annika Roloff         | GER  | MTV 49 Holzminden          | 4,07     |
| 4     | Viktoria von Eynatten | GER  | LG Leinfelden-Echterdingen | 3,82     |
| 4     | Katharina Bauer       | GER  | USC Mainz                  | 3,82     |
| 6     | Verena Jansen         | GER  | ASC Düsseldorf             | 3,42     |
| 7     | Angela Wald           | GER  | LG Wipperfürth             | 3,42     |
| 8     | Regine Kramer         | GER  | LG Wipperfürth             | 3,22     |

### 8. Nachwuchsspringen 2009
| Platz | Athletin        | Land | Verein            | Höhe (m) |
| ----- | --------------- | ---- | ----------------- | -------- |
| 1     | Katharina Bauer | GER  | USC Mainz         | 4,21     |
| 2     | Annika Roloff   | GER  | MTV 49 Holzminden | 4,11     |
| 3     | Natasha Benner  | GER  | LAZ Zweibrücken   | 4,11     |
| 4     | Sally Scott     | GBR  |                   | 4,06     |

### 9. Nachwuchsspringen 2010
| Platz | Athletin        | Land | Verein                        | Höhe (m) |
| ----- | --------------- | ---- | ----------------------------- | -------- |
| 1     | Annika Roloff   | GER  | MTV 49 Holzminden             | 4,11     |
| 2     | Carolin Hasse   | GER  | SC Potsdam                    | 4,11     |
| 3     | Katharina Bauer | GER  | USC Mainz                     | 3,96     |
| 4     | Liz Parnov      | AUS  |                               | 3,91     |
| -     | Anjuli Knäsche  | GER  | SG TSV Kronshagen / Kieler TB | o.g.V.   |

### 10. Nachwuchsspringen 2011
| Platz | Athletin              | Land | Verein                        | Höhe (m) |
| ----- | --------------------- | ---- | ----------------------------- | -------- |
| 1     | Liz Parnov            | AUS  |                               | 4,27     |
| 2     | Joana Kraft           | GER  | TuS Metzingen                 | 4,17     |
| 3     | Anjuli Knäsche        | GER  | SG TSV Kronshagen / Kieler TB | 4,12     |
| 4     | Desiree Singh         | GER  | LG Lippe-Süd                  | 4,12     |
| 5     | Lillian Schnitzerling | GER  | LG Lippe-Süd                  | 4,02     |
| 6     | Allison Stokke        | USA  |                               | 4,02     |
| 7     | Franziska Kappes      | GER  | TSV Bayer Leverkusen          | 3,62     |

### 11. Nachwuchsspringen 2012
| Platz | Athletin          | Land | Verein                        | Höhe (m) |
| ----- | ----------------- | ---- | ----------------------------- | -------- |
| 1     | Anjuli Knäsche    | GER  | SG TSV Kronshagen / Kieler TB | 4,28     |
| 2     | Michaela Donie    | GER  | LAZ Zweibrücken               | 4,06     |
| 3     | Regine Kramer     | GER  | LG Wipperfürth                | 3,61     |
| 4     | Amelie Lungenbühl | GER  | ASV Landau                    | 3,41     |
| 5     | Marita Schulte    | GER  | Recklinghäuser LC             | 3,21     |

### 12. Nachwuchsspringen 2013
| Platz | Athletin         | Land | Verein                  | Höhe (m) |
| ----- | ---------------- | ---- | ----------------------- | -------- |
| 1     | Femke Pluim      | NED  |                         | 4,01     |
| 2     | Regine Kramer    | GER  | TSV Bayer Leverkusen    | 3,81     |
| 3     | Franziska Heiß   | GER  | SSC Bad Soden Allendorf | 3,61     |
| 4     | Juliane Schulze  | GER  | SSC Bad Soden Allendorf | 3,21     |
| -     | Franziska Kappes | GER  | TSV Bayer Leverkusen    | o.g.V.   |

### 13. Nachwuchsspringen 2014
| Platz | Athletin              | Land | Verein               | Höhe (m) |
| ----- | --------------------- | ---- | -------------------- | -------- |
| 1     | Franziska Kappes      | GER  | TSV Bayer Leverkusen | 4,13     |
| 2     | Lillian Schnitzerling | GER  | TSV Bayer Leverkusen | 4,03     |
| 3     | Angela Wald           | GER  | LG Wipperfürth       | 3,88     |
| 4     | Marita Schulte        | GER  | Recklinghäuser LC    | 3,73     |
| 5     | Ria Möllers           | GER  | SC Melle 03          | 3,73     |
| 6     | Luisa Schaar          | GER  | TSV Bayer Leverkusen | 3,58     |
| 7     | Franziska Wirth       | GER  | LG Wipperfürth       | 3,43     |
| -     | Regine Kramer         | GER  | TSV Bayer Leverkusen | o.g.V.   |
| -     | Leona Braukmeier      | GER  | Buxtehuder SV        | o.g.V.   |
| -     | Landina Kierdorf      | GER  | TSV Bayer Leverkusen | o.g.V.   |
| -     | Janine Windhoff       | GER  | LG Wipperfürth       | o.g.V.   |

### 14. Nachwuchsspringen 2015
| Platz | Athletin                | Land | Verein                          | Höhe (m) |
| ----- | ----------------------- | ---- | ------------------------------- | -------- |
| 1     | Anjuli Knäsche          | GER  | SG TSV Kronershagen / Kieler TB | 4,41     |
| 2     | Regine Kramer           | GER  | TSV Bayer Leverkusen            | 4,21     |
| 3     | Franziska Kappes        | GER  | TSV Bayer Leverkusen            | 4,16     |
| 4     | Lillian Schnitzerling   | GER  | TSV Bayer Leverkusen            | 4,16     |
| 5     | Friedelinde Petershofen | GER  | SC Potsdam                      | 4,01     |

### 15. Nachwuchsspringen 2016
| Platz | Athletin                | Land | Verein               | Höhe (m) |
| ----- | ----------------------- | ---- | -------------------- | -------- |
| 1     | Victoria von Eynatten   | GER  | TSV Bayer Leverkusen | 4,12     |
| 2     | Stina Seidler           | GER  | SV Werder Bremen     | 4,02     |
| 3     | Friedelinde Petershofen | GER  | SC Potsdam           | 3,82     |
| 4     | Laura Weyrowitz         | GER  | LT DSHS Köln         | 3,82     |
| 5     | Carolin Dihr            | GER  | LG Brillux Münster   | 3,82     |
| 6     | Leona Braukmeier        | GER  | Buxtehuder SV        | 3,62     |
| 7     | Gwen Spelly             | GER  | LG Peiner Land       | 3,62     |
| 8     | Kim-Michelle Schwenke   | GER  | SV Werder Bremen     | 3,42     |
| 9     | Lukka Franke            | GER  | LAZ Soest            | 3,22     |
| 10    | Jennifer Quiring        | GER  | LAZ Soest            | 3,22     |
| 11    | Linda Grabenmeier       | GER  | LG Ahlen             | 3,02     |

### 16. Nachwuchsspringen 2017
| Platz | Athletin        | Land | Verein          | Höhe (m) |
| ----- | --------------- | ---- | --------------- | -------- |
| 1     | Angela Wald     | GER  | LG Wipperfürth  | 4,03     |
| 2     | Franziska Wirth | GER  | LG Wipperfürth  | 3,68     |
| 3     | Sarah Vogel     | GER  | SG Seligenstadt | 3,68     |
| 4     | Nina Gödecke    | GER  | LG Peiner Land  | 3,68     |
| 5     | Anne Berger     | GER  | VfL Gladbeck    | 3,38     |

### 17. Nachwuchsspringen 2018
| Platz | Athletin              | Land | Verein              | Höhe (m) |
| ----- | --------------------- | ---- | ------------------- | -------- |
| 1     | Leni Freyja Wildgrube | GER  | SC Potsdam          | 4,01     |
| 2     | Moana-Lou Kleiner     | GER  | SC Potsdam          | 3,91     |
| 3     | Anna Sailer           | GER  | LAC Quelle Fürth    | 3,76     |
| 4     | Zoe Jakob             | GER  | LG Olympia Dortmund | 3,61     |
| 4     | Anne Berger           | GER  | VfL Gladbeck        | 3,61     |
| 6     | Wiktoria Wojewodzka   | POL  |                     | 3,61     |
| 7     | Linda Grabenmeier     | GER  | LAZ Soest           | 3,46     |
| 8     | Jennifer Quiring      | GER  | LAZ Soest           | 3,31     |

### 18. Nachwuchsspringen 2019
| Platz | Athletin          | Land | Verein       | Höhe (m) |
| ----- | ----------------- | ---- | ------------ | -------- |
| 1     | Anne Berger       | GER  | VfL Gladbeck | 3,86     |
| 2     | Lauré Scheutzow   | GER  | SC Potsdam   | 3,86     |
| 3     | Moana-Lou Kleiner | GER  | SC Potsdam   | 3,86     |
| 4     | Laura Giese       | GER  | Aachener TG  | 3,41     |

### 19. Nachwuchsspringen 2022
| Platz | Athletin            | Land | Verein                                       | Höhe (m) |
| ----- | ------------------- | ---- | -------------------------------------------- | -------- |
| 1     | Lilly Samanski      | GER  | TSV Gräfelfing                               | 3,81     |
| 2     | Marijn Kieft        | NED  |                                              | 3,71     |
| 3     | Polina Stepanchenko | UKR  |                                              | 3,41     |
| 4     | Mirja Gutzeit       | GER  | Stabhochsprungverein Horn-Bad Meinberg-Lippe | 3,41     |

### 20. Nachwuchsspringen 2023
| Platz | Athletin          | Land | Verein                                       | Höhe (m) |
| ----- | ----------------- | ---- | -------------------------------------------- | -------- |
| 1     | Clara Rentz       | GER  | LT DSHS Köln                                 | 4,01     |
| 2     | Anne Berger       | GER  | VfL Gladbeck                                 | 3,91     |
| 2     | Kyani Joosten     | BEL  |                                              | 3,91     |
| 4     | Janne Sophie Ohrt | GER  | MTSV Hohenwestedt                            | 3,91     |
| 5     | Klara Härke       | GER  | MTV 49 Holzminden                            | 3,61     |
| 6     | Tanja Unverzagt   | GER  | MTV 49 Holzminden                            | 3,61     |
| 7     | Maybrit Sommer    | GER  | Stabhochsprungverein Horn-Bad Meinberg-Lippe | 3,41     |

### 21. Nachwuchsspringen 2024
| Platz | Athletin                  | Land | Verein                  | Höhe (m) |
| ----- | ------------------------- | ---- | ----------------------- | -------- |
| 1     | Marjin Kieft              | NED  |                         | 4,07     |
| 2     | Elise de Jong             | NED  |                         | 3,97     |
| 3     | Naya Füllers              | GER  | TSV Bayer 04 Leverkusen | 3,87     |
| 4     | Kyani Joosten             | BEL  |                         | 3,77     |
| 5     | Jule Gaßler               | GER  | LG Brillux Münster      | 3,67     |
| 6     | Klara Härke               | GER  | MTV 49 Holzminden       | 3,67     |
| 6     | Zoe Jakob                 | GER  | LG Olympia Dortmund     | 3,67     |
| 8     | Fee Amelie Susanna Lieber | GER  | LG Olympia Dortmund     | 3,67     |
| 9     | Linda Grabenmeier         | GER  | LG Brillux Münster      | 3,47     |
| 10    | Anna Rieger               | GER  | MTV 49 Holzminden       | 3,32     |
| 11    | Polina Stepanchenko       | UKR  |                         | 3,32     |
| 12    | Briana Sevenich           | BEL  |                         | 3,17     |
| 12    | Emma Singh                | GER  | LG Lippe Süd            | 3,17     |

### 22. Nachwuchsspringen 2025
| Platz | Athletin              | Land | Verein               | Höhe (m) |
| ----- | --------------------- | ---- | -------------------- | -------- |
| 1     | Sarah Franziska Vogel | GER  | Eintracht Frankfurt  | 4,01     |
| 2     | Kyani Joosten         | BEL  |                      | 3,91     |
| 3     | Polina Stepanchenko   | UKR  |                      | 3,66     |
| 4     | Klara Härke           | GER  | MTV 49 Holzminden    | 3,66     |
| 5     | Linda Grabenmeier     | GER  | LG Brillux Münster   | 3,66     |
| 6     | Tessa Böttner         | GER  | SC Trebbin           | 3,66     |
| 7     | Mara Dümmler          | GER  | VfL Sindelfingen     | 3,51     |
| 8     | Maja Bertlingr        | GER  | Leichlinger TV       | 3,51     |
| 9     | Mona Münster          | GER  | Leichlinger TV       | 3,51     |
| 10    | Lexie Gradel          | GER  | SV Horn-Bad Meinberg | 3,36     |